# تپه شیدا یلغوز آغاج
تپه شیدا یلغوز آغاج مربوط به دوران‌های تاریخی پس از اسلام است و در شهرستان قروه، بخش مرکزی، روستای یلغوز آغاج واقع شده و این اثر در تاریخ ۹ اردیبهشت ۱۳۸۲ با شمارهٔ ثبت ۸۵۶۸ به‌عنوان یکی از آثار ملی ایران به ثبت رسیده است.